# Pilestræde (København)
Pilestræde er en gade i Købmagergade-kvarteret i Indre By, København. Gaden strækker sig over ca. 500 m fra Østergade til Landemærket, hvor den fortsætter som Suhmsgade.
Gadenavnet kendes fra 1446 og dækker formentlig over de pilekrat og haver, der lå her sammen med Pilegården. Gaden blev først fuldt udbygget under renæssancen, hvor også Pilegården blev udstykket i parceller. Prioren ved Antonii Kloster i Præstø ejede desuden en gård i Lille Pilestræde, som han i 1536 frasolgte. Siden 1765 har Berlingske Tidende haft til huse i gaden.
I 1970-1971 blev Pilestræde rettet ud for at skabe plads til den store udvidelse af Gutenberghuskomplekset ved arkitekterne Preben Hansen, Alf og Søren Cock-Clausen, og i den forbindelse der blev revet flere gamle bygninger ned. Det var en af de sidste store nedrivninger i Indre By, idet kommunen snart efter ændrede politik, da den indså, at store virksomheders ekspansionsbehov ikke kunne imødekommes inden for voldgaderne. En plads der opstod i forbindelsen med omlægningen fik navnet Nina Bangs Plads i 1990. Pilestræde er ført henover pladsen i en brolagt S-kurve.
Pilestrædet er en af de centrale handlingssteder i første del af Johannes V. Jensens roman Kongens Fald: Her bor den jødiske kvinde Susanna, der er mål for hovedpersonen Mikkel Thøgersens interesse.